# Balonmano Bera Bera
Balonmano Bera Bera – hiszpański klub piłki ręcznej kobiet powstały w 1989 z siedzibą w San Sebastián. Klub występuje w rozgrywkach Lidze ABF.

## Sukcesy
- Mistrzostwa Hiszpanii:
  -  2012
- Puchar Królowej:
  -  2007, 2009
- Superpuchar Hiszpanii:
  -  2012